# 신서 (북위)
신서(神瑞, 414년 ~ 416년 4월)는 북위(北魏) 명원제(明元帝) 탁발사(拓跋嗣)의 두번째 연호이다. 2년 3개월 동안 사용하였다.

## 개원
- 영흥(永興) 6년 1월 1일[1](414년 2월 6일)에 연호를 신서(神瑞)로 개원함.[2][3][4][5]

- 신서(神瑞) 3년 4월 5일[6](416년 5월 17일)에 연호를 태상(泰常)으로 개원함.[2][3][7][5]

## 연대 대조표
| 신서        | 원년            | 2년        | 3년                  |
| 서기        | 414년           | 415년      | 416년                |
| 간지        | 갑인(甲寅)      | 을묘(乙卯) | 병진(丙辰)           |
| 동진 (東晉) | 의희(義熙) 10년 | 11년       | 12년                 |
| 후진 (後秦) | 홍시(弘始) 16년 | 17년       | 18년 영화(永和) 원년 |
| 서진 (西秦) | 영강(永康) 3년  | 4년        | 5년                  |
| 북량 (北凉) | 현시(玄始) 3년  | 4년        | 5년                  |
| 남량 (南凉) | 가평(嘉平) 7년  | -          | -                    |
| 서량 (西凉) | 건초(建初) 10년 | 11년       | 12년                 |
| 북하 (北夏) | 봉상(鳳翔) 2년  | 3년        | 4년                  |
| 북연 (北燕) | 태평(太平) 6년  | 7년        | 8년                  |

## 동시대 연호

### 중국
동진(東晉)
- 의희(義熙) (405년 ~ 418년)

후진(後秦)
- 홍시(弘始) (399년 ~ 416년)
- 영화(永和) (416년 ~ 417년)

서진(西秦)
- 영강(永康) (412년 ~ 419년)

북량(北凉)
- 현시(玄始) (412년 ~ 428년)

남량(南凉)
- 가평(嘉平) (408년 ~ 414년)

서량(西凉)
- 건초(建初) (405년 ~ 417년)

북하(北夏)
- 봉상(鳳祥) (413년 ~ 418년)

북연(北燕)
- 태평(太平) (409년 ~ 430년)

기타 정권
- 백아율사(白亞栗斯) 건평(建平) (415년 ~ 416년)

## 같이 보기
- 중국의 연호 목록